# Ignacy Drozdowski
Ignacy Fabian Franciszek Drozdowski (ur. 20 stycznia 1886 w Sokalu, zm. 1940 w ZSRR) – major kawalerii Wojska Polskiego, kawaler Orderu Virtuti Militari, ofiara zbrodni katyńskiej.

## Życiorys
Urodził się 20 stycznia 1886 w Sokalu, ówczesnym mieście powiatowym Królestwa Galicji i Lodomerii, w rodzinie Jakuba i Anieli z Bazylewiczów.
Po odzyskaniu przez Polskę niepodległości został przyjęty do Wojska Polskiego. Awansowany do stopnia rotmistrza kawalerii ze starszeństwem z dniem 1 czerwca 1919. W 1923 był oficerem 8 pułku ułanów w Krakowie. Następnie awansowany do stopnia majora kawalerii ze starszeństwem z dniem 15 sierpnia 1924. W 1924 był dowódcą szwadronu zapasowego w 10 pułku strzelców konnych, stacjonującego w Łańcucie. W 1928 był zastępcą dowódcy 6 pułku strzelców konnych, stacjonującego w garnizonie Żółkiew. Z dniem 31 stycznia 1932 został przeniesiony w stan spoczynku. W 1934 jako major w stanie spoczynku był przydzielony do Oficerskiej Kadry Okręgowej nr VI jako oficer przewidziany do użycia w czasie wojny i pozostawał wówczas w ewidencji Powiatowej Komendy Uzupełnień Rawa Ruska.
Po wybuchu II wojny światowej w okresie kampanii wrześniowej został dowódcą szwadronów pieszych formowanych przez Ośrodek Zapasowy Kawalerii „Żółkiew”; szwadrony były potem skoncentrowane w rejonie Trościanica. Po agresji ZSRR na Polskę z 17 września 1939 został aresztowany przez sowietów. Prawdopodobnie na wiosnę 1940 został zamordowany przez NKWD. Jego nazwisko znalazło się na tzw. Ukraińskiej Liście Katyńskiej opublikowanej w 1994 (został wymieniony na liście wywózkowej 55/4-50 oznaczony numerem 977). Został pochowany na otwartym w 2012 Polskim Cmentarzu Wojennym w Kijowie-Bykowni.

## Ordery i odznaczenia
- Krzyż Srebrny Orderu Virtuti Militari
- Krzyż Walecznych
- Złoty Krzyż Zasługi (10 listopada 1928)[12][13]
- Medal Niepodległości (2 listopada 1933)[14]
- Medal Pamiątkowy za Wojnę 1918–1921[potrzebny przypis]